# Association Sportive de Monaco Football Club 1999-2000
La pagina raccoglie i dati riguardanti l'Association Sportive de Monaco Football Club nelle competizioni ufficiali della stagione 1999-2000.

## Stagione
Dopo aver iniziato il campionato oscillando fra le posizioni medio-alte della classifica, dalla quattordicesima giornata il Monaco andò in fuga arrivando al giro di boa con cinque punti di vantaggio sul Lione e raddoppiando nelle cinque giornate successive; mantenendo invariato il distacco, i monegaschi si assicurarono il sesto titolo con tre gare di anticipo.
In Coppa di Francia i monegaschi giunsero alle semifinali, estromettendo tre squadre dilettantistiche nei primi turni (fra cui il RC France ai trentaduesimi) e rimontando lo svantaggio con cui conclusero il primo tempo degli ottavi contro l'Olympique Lione. Nella semifinale contro i futuri vincitori del Nantes i monegaschi cedettero di misura, a causa di un gol subito nei minuti finali. Meno rilevanti le prestazioni del Monaco in Coppa di Lega dove superò ai rigori l'Auxerre dopo aver concluso l'incontro a reti bianche e cedette ai tempi supplementari contro lo Strasburgo.
In Coppa UEFA il Monaco, ottenendo vittorie in casa e pareggi con reti in trasferta giunse sino agli ottavi di finale contro il Maiorca; la pesante sconfitta ottenuta nell'incontro esterno di andata non venne rimontata nel retour-match, dove i monegaschi vinsero per 1-0.

## Maglie e sponsor
Lo sponsor tecnico per la stagione 1999-2000 è Kappa, mentre lo sponsor ufficiale è Fedcom.
| Casa | Trasferta |  |

## Organigramma societario
Area direttiva
- Presidente: Jean-Louis Campora

Area tecnica
- Allenatore: Claude Puel
- Allenatore in seconda: Laurent Banide
- Preparatore dei portieri: Jean-Luc Ettori

## Rosa
| N. |                      | Ruolo | Calciatore                |
| -- | -------------------- | ----- | ------------------------- |
| 1  | Francia (bandiera)   | P     | Fabien Barthez (capitano) |
| 2  | Cile (bandiera)      | D     | Pablo Contreras           |
| 3  | Francia (bandiera)   | D     | Christophe Pignol         |
| 4  | Messico (bandiera)   | D     | Rafael Márquez            |
| 5  | Francia (bandiera)   | D     | Philippe Christanval      |
| 6  | Francia (bandiera)   | D     | Martin Djetou             |
| 7  | Francia (bandiera)   | C     | Sabri Lamouchi            |
| 8  | Francia (bandiera)   | C     | Ludovic Giuly             |
| 9  | Francia (bandiera)   | A     | David Trezeguet           |
| 10 | Argentina (bandiera) | C     | Marcelo Gallardo          |
| 11 | Italia (bandiera)    | A     | Marco Simone              |
| 12 | Haiti (bandiera)     | A     | Wagneau Eloi              |
| 14 | Francia (bandiera)   | C     | Fabien Lefèvre            |
| 15 | Francia (bandiera)   | C     | Sylvain Legwinski         |
| 16 | Francia (bandiera)   | P     | Jean-Marie Aubry          |
| 17 | Belgio (bandiera)    | D     | Philippe Léonard          |

| N. |                         | Ruolo | Calciatore       |
| -- | ----------------------- | ----- | ---------------- |
| 18 | Portogallo (bandiera)   | C     | Costinha         |
| 19 | Francia (bandiera)      | D     | Willy Sagnol     |
| 20 | Croazia (bandiera)      | A     | Dado Pršo        |
| 21 | Svezia (bandiera)       | C     | Pontus Farnerud  |
| 22 | Senegal (bandiera)      | C     | Moussa N'Diaye   |
| 23 | Francia (bandiera)      | D     | Bruno Irles      |
| 24 | Francia (bandiera)      | C     | Renaud Connen    |
| 25 | Senegal (bandiera)      | C     | Salif Diao       |
| 26 | RD del Congo (bandiera) | C     | Ebeli M'Bombo    |
| 27 | Francia (bandiera)      | D     | Julien Rodriguez |
| 28 | Norvegia (bandiera)     | D     | John Arne Riise  |
| 29 | Francia (bandiera)      | D     | David Di Tommaso |
| 30 | Senegal (bandiera)      | P     | Tony Sylva       |
| 31 | Francia (bandiera)      | C     | Grégory Lacombe  |
| 40 | Francia (bandiera)      | P     | Patrice Luzi     |

## Risultati

### Division 1

#### Girone di andata
| Arbitro: | Derrien |

|                          |           |                        |
| Simone 11’ Trezeguet 29’ | Marcatori | 21’ Pédron 52’ Aloísio |

| Arbitro: | Renaudin |

|             |           |  |
| Moreira 40’ | Marcatori |  |

| Arbitro: | Cheron |

|                                   |           |  |
| Trezeguet 40’, 74’, 78’ Giuly 87’ | Marcatori |  |

| Arbitro: | Kalt |

|                         |           |                               |
| Sorlin 28’ Maoulida 75’ | Marcatori | 51’ Trezeguet 52’, 82’ Simone |

| Arbitro: | Hamer |

|                               |           |  |
| Trezeguet 31’, 44’ Simone 77’ | Marcatori |  |

| Arbitro: | Faye |

|                               |           |              |
| Costinha 25’ (aut.) Nonda 66’ | Marcatori | 24’ Gallardo |

| Arbitro: | Piccirillo |

|                           |           |                          |
| N'Diaye 17’ Trezeguet 66’ | Marcatori | 76’ Gaillot 85’ Skačenko |

| Arbitro: | Duhamel |

|  |           |                                     |
|  | Marcatori | 65’ Trezeguet 82’ Léonard 90’ Giuly |

| Arbitro: | Garibian |

|             |           |  |
| Gallardo 5’ | Marcatori |  |

| Arbitro: | Bré |

|                                |           |                 |
| Laslandes 18’, 29’ Wiltord 75’ | Marcatori | 27’, 86’ Simone |

| Arbitro: | Duhamel |

|                              |           |  |
| Simone 28’, 72’ Lamouchi 90’ | Marcatori |  |

| Arbitro: | Poulat |

|                   |           |  |
| Gallardo 26’, 41’ | Marcatori |  |

| Arbitro: | Derrien |

|  |           |                                   |
|  | Marcatori | 9’ Simone 63’ Trezeguet 87’ Giuly |

| Arbitro: | Bré |

|            |           |             |
| Luccin 24’ | Marcatori | 30’ Márquez |

| Arbitro: | Layec |

|            |           |                         |
| Correa 69’ | Marcatori | 73’ Simone 87’ Costinha |

| Arbitro: | Moulin |

|                          |           |              |
| Márquez 11’ Lamouchi 31’ | Marcatori | 21’ Oliveira |

| Arbitro: | Garibian |

|             |           |                                          |
| Mamouni 25’ | Marcatori | 16’, 75’ Simone 45’ Lamouchi 76’ Márquez |

#### Girone di ritorno
| Arbitro: | Cheron |

|                    |           |  |
| Trezeguet 15’, 41’ | Marcatori |  |

| Arbitro: | Garibian |

|            |           |  |
| Camara 86’ | Marcatori |  |

| Arbitro: | Layec |

|            |           |  |
| Simone 33’ | Marcatori |  |

| Arbitro: | Lhermite |

|           |           |                                      |
| Saïfi 80’ | Marcatori | 5’ Simone 9’, 70’ Gallardo 11’ Giuly |

| Arbitro: | Glochon |

|                              |           |             |
| Trezeguet 9’, 17’ Simone 42’ | Marcatori | 51’ Le Roux |

| Arbitro: | Ruffray |

|             |           |            |
| Baticle 58’ | Marcatori | 65’ Simone |

| Arbitro: | Ledentu |

|               |           |  |
| Trezeguet 84’ | Marcatori |  |

| Arbitro: | Bré |

|                               |           |               |
| Anderson 5’ Sagnol 21’ (aut.) | Marcatori | 38’ Trezeguet |

| Arbitro: | Duhamel |

|           |           |  |
| Riise 83’ | Marcatori |  |

| Arbitro: | Derrien |

|                                      |           |                    |
| Echouafni 16’ Bertin 39’ Hemdani 62’ | Marcatori | 23’, 30’ Trezeguet |

| Arbitro: | Poulat |

|  |           |                          |
|  | Marcatori | 49’ Léonard 64’ Gallardo |

| Arbitro: | Puyalt |

|                    |           |  |
| Pršo 22’ Giuly 25’ | Marcatori |  |

| Arbitro: | Renaudin |

|                                         |           |                    |
| Pouget 30’ Bakayoko 55’, 78’ Brando 90’ | Marcatori | 60’, 70’ Trezeguet |

| Arbitro: | Garibian |

|                     |           |                       |
| Simone 12’ Pršo 90’ | Marcatori | 10’ Rambo 40’ Lefévre |

| Arbitro: | Lhermite |

|                        |           |            |
| Sagnol 20’ Deblock 53’ | Marcatori | 82’ Simone |

| Arbitro: | Cheron |

|                                                 |           |                           |
| Simone 19’, 72’ Gallardo 48’ Trezeguet 77’, 83’ | Marcatori | 70’ Beuzelin 78’ Čustović |

| Arbitro: | Layec |

|                                         |           |            |
| Wallemme 12’ Sagnol 20’ (aut.) Guel 43’ | Marcatori | 16’ Simone |

### Coppa UEFA
| Arbitro: | Steinborn |

|                               |           |  |
| Simone 69’, 90’ Trezeguet 73’ | Marcatori |  |

| Arbitro: | Esquinas Torres |

|                                          |           |                                 |
| Léonard 6’ (aut.) Dasovic 34’ O'Neil 75’ | Marcatori | 9’ Pršo 25’ Riise 69’ Legwinski |

| Arbitro: | Treossi |

|                      |           |           |
| Wichniarek 5’ (rig.) | Marcatori | 40’ Giuly |

| Arbitro: | Dobrinov |

|                            |           |  |
| Lamouchi 50’ Trezeguet 84’ | Marcatori |  |

| Arbitro: | Larsen |

|                     |           |                      |
| Nikolaidis 45’, 90’ | Marcatori | 26’ Giuly 78’ Simone |

| Arbitro: | Schoch |

|            |           |  |
| Simone 32’ | Marcatori |  |

| Arbitro: | Collina |

|                                                   |           |           |
| Stanković 42’, 53’ (rig.), 62’ (rig.) Tristán 90’ | Marcatori | 2’ Simone |

| Arbitro: | Poll |

|            |           |  |
| Simone 32’ | Marcatori |  |

## Statistiche

### Statistiche di squadra
| Competizione      | Punti | In casa | In casa | In casa | In casa | In casa | In casa | In trasferta | In trasferta | In trasferta | In trasferta | In trasferta | In trasferta | Totale | Totale | Totale | Totale | Totale | Totale | DR  |
| Competizione      | Punti | G       | V       | N       | P       | Gf      | Gs      | G            | V            | N            | P            | Gf           | Gs           | G      | V      | N      | P      | Gf     | Gs     | DR  |
| ----------------- | ----- | ------- | ------- | ------- | ------- | ------- | ------- | ------------ | ------------ | ------------ | ------------ | ------------ | ------------ | ------ | ------ | ------ | ------ | ------ | ------ | --- |
| Division 1        | 65    | 17      | 13      | 4       | 0       | 37      | 11      | 17           | 7            | 1            | 9            | 32           | 27           | 34     | 20     | 5      | 9      | 69     | 38     | +31 |
| Coppa di Francia  | -     | 1       | 0       | 0       | 1       | 0       | 1       | 4            | 4            | 0            | 0            | 10           | 2            | 5      | 4      | 0      | 1      | 10     | 3      | +7  |
| Coupe de la Ligue | -     | 1       | 0       | 0       | 1       | 2       | 3       | 1            | 0            | 1            | 0            | 0            | 0            | 2      | 0      | 1      | 1      | 2      | 3      | -1  |
| Coppa UEFA        | -     | 4       | 4       | 0       | 0       | 8       | 0       | 4            | 1            | 2            | 1            | 8            | 8            | 8      | 5      | 2      | 1      | 16     | 8      | +8  |
| Totale            | -     | 23      | 17      | 4       | 2       | 47      | 15      | 26           | 12           | 4            | 10           | 50           | 37           | 49     | 29     | 8      | 12     | 97     | 52     | +45 |

### Andamento in campionato
| Giornata  | 1 | 2  | 3 | 4 | 5 | 6 | 7 | 8 | 9 | 10 | 11 | 12 | 13 | 14 | 15 | 16 | 17 | 18 | 19 | 20 | 21 | 22 | 23 | 24 | 25 | 26 | 27 | 28 | 29 | 30 | 31 | 32 | 33 | 34 |
| --------- | - | -- | - | - | - | - | - | - | - | -- | -- | -- | -- | -- | -- | -- | -- | -- | -- | -- | -- | -- | -- | -- | -- | -- | -- | -- | -- | -- | -- | -- | -- | -- |
| Luogo     | C | T  | C | T | C | T | C | T | C | T  | C  | C  | T  | C  | T  | C  | T  | C  | T  | C  | T  | C  | T  | C  | T  | C  | T  | T  | C  | T  | C  | T  | C  | T  |
| Risultato | N | P  | V | V | V | P | N | V | V | P  | V  | V  | V  | N  | V  | V  | V  | V  | P  | V  | V  | V  | N  | V  | P  | V  | P  | V  | V  | P  | N  | P  | V  | P  |
| Posizione | 8 | 13 | 8 | 3 | 1 | 4 | 6 | 2 | 1 | 3  | 3  | 5  | 3  | 3  | 2  | 2  | 1  | 1  | 1  | 1  | 1  | 1  | 1  | 1  | 1  | 1  | 1  | 1  | 1  | 1  | 1  | 1  | 1  | 1  |

Fonte:  France » Ligue 1 1999/2000 » Schedule, su worldfootball.net.
Legenda:

Luogo: C = Casa; T = Trasferta. Risultato: V = Vittoria; N = Pareggio; P = Sconfitta.

### Statistiche dei giocatori
| Giocatore      | Division 1 | Division 1 | Division 1  | Division 1 | Coppa di Francia | Coppa di Francia | Coppa di Francia | Coppa di Francia | Coppa di Lega | Coppa di Lega | Coppa di Lega | Coppa di Lega | Coppa UEFA | Coppa UEFA | Coppa UEFA  | Coppa UEFA | Totale   | Totale | Totale      | Totale     |
| Giocatore      | Presenze   | Reti       | Ammonizioni | Espulsioni | Presenze         | Reti             | Ammonizioni      | Espulsioni       | Presenze      | Reti          | Ammonizioni   | Espulsioni    | Presenze   | Reti       | Ammonizioni | Espulsioni | Presenze | Reti   | Ammonizioni | Espulsioni |
| -------------- | ---------- | ---------- | ----------- | ---------- | ---------------- | ---------------- | ---------------- | ---------------- | ------------- | ------------- | ------------- | ------------- | ---------- | ---------- | ----------- | ---------- | -------- | ------ | ----------- | ---------- |
| J.M. Aubry     | 4          | 0          | 0           | 0          | 1                | 0                | 0                | 0                | 0             | 0             | 0             | 0             | 1          | 0          | 0           | 0          | 6        | 0      | 0           | 0          |
| F. Barthez     | 24         | -31        | 3           | 0          | 3                | -2               | 0                | 0                | 2             | -3            | 0             | 0             | 3          | -7         | 0           | 0          | 32       | -43    | 3           | 0          |
| P. Christanval | 25         | 0          | 5           | 0          | 4                | 0                | 0                | 0                | 0             | 0             | 0             | 0             | 7          | 0          | 0           | 0          | 36       | 0      | 5           | 0          |
| R. Connen      | 0          | 0          | 0           | 0          | 1                | 1                | 0                | 0                | 0             | 0             | 0             | 0             | 0          | 0          | 0           | 0          | 1        | 1      | 0           | 0          |
| P. Contreras   | 17         | 0          | 4           | 1          | 1                | 0                | 0                | 0                | 1             | 0             | 1             | 0             | 5          | 0          | 0           | 0          | 24       | 0      | 5           | 1          |
| Costinha       | 25         | 1          | 12          | 0          | 3                | 1                | 1                | 0                | 2             | 0             | 1             | 0             | 5          | 0          | 0           | 0          | 35       | 2      | 14          | 0          |
| S. Diao        | 1          | 0          | 0           | 0          | 3                | 0                | 0                | 0                | 0             | 0             | 0             | 0             | 1          | 0          | 0           | 0          | 5        | 0      | 0           | 0          |
| D. Di Tommaso  | 7          | 0          | 1           | 0          | 3                | 0                | 0                | 0                | 1             | 0             | 0             | 0             | 1          | 0          | 0           | 0          | 12       | 0      | 1           | 0          |
| M. Djetou      | 22         | 0          | 3           | 0          | 3                | 0                | 0                | 0                | 2             | 0             | 0             | 0             | 6          | 0          | 0           | 0          | 33       | 0      | 3           | 0          |
| W. Eloi        | 9          | 0          | 0           | 0          | 3                | 1                | 0                | 0                | 2             | 0             | 1             | 0             | 1          | 0          | 0           | 0          | 15       | 1      | 1           | 0          |
| P. Farnerud    | 15         | 0          | 0           | 0          | 4                | 0                | 0                | 0                | 2             | 0             | 0             | 0             | 1          | 0          | 0           | 0          | 22       | 0      | 0           | 0          |
| M. Gallardo    | 27         | 8          | 7           | 1          | 1                | 0                | 0                | 0                | 0             | 0             | 0             | 0             | 7          | 0          | 0           | 1          | 35       | 8      | 7           | 2          |
| L. Giuly       | 33         | 5          | 3           | 0          | 5                | 1                | 1                | 0                | 2             | 1             | 1             | 0             | 7          | 2          | 0           | 0          | 47       | 9      | 5           | 0          |
| B. Irles       | 8          | 0          | 0           | 0          | 1                | 0                | 0                | 0                | 0             | 0             | 0             | 0             | 1          | 0          | 0           | 0          | 10       | 0      | 0           | 0          |
| G. Lacombe     | 1          | 0          | 0           | 0          | 1                | 0                | 0                | 0                | 1             | 0             | 0             | 0             | 0          | 0          | 0           | 0          | 3        | 0      | 0           | 0          |
| S. Lamouchi    | 32         | 3          | 8           | 0          | 3                | 0                | 0                | 0                | 1             | 0             | 0             | 0             | 8          | 1          | 0           | 0          | 44       | 4      | 8           | 0          |
| S. Legwinski   | 10         | 0          | 3           | 0          | 0                | 0                | 0                | 0                | -             | -             | -             | -             | 2          | 1          | 0           | 0          | 12       | 1      | 3           | 0          |
| P. Léonard     | 19         | 2          | 9           | 1          | 4                | 1                | 1                | 0                | 0             | 0             | 0             | 0             | 6          | 0          | 0           | 0          | 29       | 3      | 10          | 1          |
| P. Luzi        | 1          | -3         | 0           | 0          | 0                | 0                | 0                | 0                | 0             | 0             | 0             | 0             | 0          | 0          | 0           | 0          | 1        | -3     | 0           | 0          |
| E. M'Bombo     | 0          | 0          | 0           | 0          | 1                | 0                | 0                | 0                | 0             | 0             | 0             | 0             | 0          | 0          | 0           | 0          | 1        | 0      | 0           | 0          |
| R. Márquez     | 23         | 3          | 5           | 0          | 2                | 0                | 0                | 0                | 2             | 0             | 0             | 0             | 6          | 0          | 0           | 1          | 33       | 3      | 5           | 1          |
| M. N'Diaye     | 13         | 1          | 2           | 0          | 1                | 0                | 0                | 0                | 0             | 0             | 0             | 0             | 5          | 0          | 0           | 0          | 19       | 1      | 2           | 0          |
| C. Pignol      | 5          | 0          | 0           | 0          | -                | -                | -                | -                | -             | -             | -             | -             | -          | -          | -           | -          | 5        | 0      | 0           | 0          |
| D. Pršo        | 20         | 2          | 2           | 0          | 5                | 3                | 1                | 0                | 2             | 1             | 0             | 0             | 5          | 1          | 0           | 0          | 32       | 7      | 3           | 0          |
| J.A. Riise     | 21         | 1          | 1           | 0          | 3                | 2                | 0                | 0                | 2             | 0             | 0             | 0             | 6          | 1          | 0           | 0          | 32       | 4      | 1           | 0          |
| J. Rodriguez   | 2          | 0          | 0           | 0          | 3                | 0                | 1                | 0                | 0             | 0             | 0             | 0             | 0          | 0          | 0           | 0          | 5        | 0      | 1           | 0          |
| W. Sagnol      | 26         | 0          | 4           | 0          | 2                | 0                | 0                | 0                | 2             | 0             | 1             | 0             | 6          | 0          | 0           | 0          | 36       | 0      | 5           | 0          |
| M. Simone      | 34         | 21         | 4           | 0          | 3                | 1                | 0                | 0                | 2             | 0             | 0             | 0             | 7          | 6          | 0           | 0          | 46       | 28     | 4           | 0          |
| T. Sylva       | 6          | -4         | 0           | 0          | 1                | -1               | 0                | 0                | 0             | 0             | 0             | 0             | 3          | -1         | 0           | 0          | 10       | -6     | 0           | 0          |
| D. Trezeguet   | 30         | 22         | 7           | 0          | 1                | 0                | 0                | 0                | 1             | 0             | 1             | 0             | 7          | 2          | 0           | 0          | 39       | 24     | 8           | 0          |